# 大久保篤
大久保 篤（おおくぼ あつし、1979年9月20日 - ）は、日本の漫画家、イラストレーター。星座は乙女座、血液型B型。

## 来歴
生まれ育ち共に東京都渋谷区で、東京アニメーター学院出身。その後、綾峰欄人のアシスタントを経験。
2000年12月、エニックス（現在のスクウェア・エニックス）が主催した漫画大賞「第3回エニックス新世紀マンガ大賞」にて、『一善の骨』で準大賞を受賞する。『一善の骨』は2001年2月12日発売の『月刊少年ガンガン』2001年3月号に掲載され、大久保のデビュー作となる。同年、同誌に「一善の骨」の内容を受け継ぐ形となった長編第一作『B壱』を2001年から2002年まで連載。2004年から2013年まで同誌で『ソウルイーター』を連載した。また『ソウルイーター』連載中にスピンオフ作品として2011年から2014年まで同誌で『ソウルイーターノット!』を連載し本編とのダブル連載となった。『ソウルイーター』シリーズは共にアニメ化されるなどヒット作となった。
2015年より「週刊少年マガジン」に移籍し、『炎炎ノ消防隊』の連載を開始。こちらもアニメ化されるなどヒット作となり、2022年まで連載した。

## 人物
自身の作品の単行本の巻末には、毎回描き下ろしとなるおまけ漫画「あつし屋」を掲載している。「あつし屋」では「アッシャー」に扮し、自身の性格について「ツンデレ」とコメントしている。
2020年10月放送の漫画専門番組『漫道コバヤシ』に出演したコメントによると、週刊少年マガジン連載『炎炎ノ消防隊』を最後に「ファンタジー作品を描くことは暫く無いだろう」と発言している。リスペクトする鳥山明作品『Dr.スランプ』が自分の原点なので、今後は「ギャグ・コメディを描きたい」と意欲を示した。

## 作風
基本的にファンタジー漫画を手がける。綾峰欄人の下にアシスタントとして在籍していた頃から、特有の作風が見られる。
大久保の作品の世界は、ティム・バートンの映画『ナイトメア・ビフォア・クリスマス』や『ティムバートンのコープス・ブライド』の世界を髣髴させるようなモチーフを使いながら、どこかポップに仕上がっている。また、洋楽をモチーフにしたキャラクター名やパロディを使う。台詞回しや口癖も特定の単語を何度も反復させたり、キャラクターの技や性格に共通点があったりと、特定のモチーフを繰り返し使う傾向が強く見られる。

## エピソード
休載することは滅多になく、「書き溜めあるから、今俺死んでも1ヶ月くらいは連載し続けるくらい、メチャ休まない作家」と豪語するほどである。週刊少年マガジン2018年7月25日発売号掲載の『炎炎ノ消防隊』137話にて、「優良進行で原稿は完成していますが、休載というものに興味があるため次号休載します」といった前例のない事情で休載したことがあるが、これに対して漫画愛好家たちは漫画家という職業の過酷な労働環境について問題視し、「適度に休んでリフレッシュして欲しい」「他の作家ももっと休載に興味持ってほしい」と支持や称賛の声が相次いだ。

## 作品リスト

### 読切
- 一善の骨（『月刊少年ガンガン』2001年3月号）

### 連載
- B壱（『月刊少年ガンガン』2001年11月号 - 2003年6月号、スクウェア・エニックス、全4巻）
- ソウルイーター（『月刊少年ガンガン』2004年6月号 - 2013年9月号、スクウェア・エニックス、全25巻）
- ソウルイーターノット!（『月刊少年ガンガン』2011年2月号 - 2014年12月号、スクウェア・エニックス、全5巻）
- 炎炎ノ消防隊[7]（『週刊少年マガジン』2015年43号[2] - 2022年13号、全34巻）

### 画集
- 大久保篤画集「SOUL EATER SOUL ART」 （2009年3月21日、スクウェア・エニックス）
ソウルイーターを中心としたイラスト集。B壱も掲載。

### キャラクターデザイン
- ブレイブリーデフォルト （2012年）
- カミエラビ（2023年10月 - ）

### その他
- STAR DRIVER 輝きのタクト 第3話 エンドカード（TOKYO MX放送版）
- ブラッドラッド 第2話 エンドカード
- ニセコイ: 第7話 エンドカード
- アルスラーン戦記 第20話 エンドカード
- 化物画廊 第2話 描き下ろしイラスト
- カミエラビ キャラクターデザイン

## 関連人物

### 師匠
- 綾峰欄人

### アシスタント
- 塩沢天人志 - アツシ屋ではネズミのキャラ。
- 外海良基 - アツシ屋ではウサギのようなキャラ。
- 丸智之 - アツシ屋では被るといい人になれるカブトガニのキャラ。
- 加藤拓弐 - アツシ屋ではカトレイバーというロボのキャラ。
- 横山知生 - アツシ屋ではねこのような動物のキャラ。
- 山口ミコト - アツシ屋では竹刀のようなキャラ。